# SC Internacional (Bahia)
SC Internacional was een Braziliaanse voetbalclub uit Salvador in de deelstaat Bahia. De club werd vicekampioen van het staatskampioenschap in 1913 en werd een jaar later kampioen. Na 1922 verdween de club uit de hoogste klasse.

## Erelijst
- Campeonato Baiano

1914